# BombusMod
BombusMod is een gewijzigde versie van het Bombus-chatprogramma voor mobiele apparatuur zoals mobiele telefoons en pda's. Net als Bombus gebruikt dit programma het XMPP-protocol. Omdat BombusMod een XMPP-client is, kan het ook verbinden met andere instant-messagingnetwerken via transporten. De huidige versie is 0.8.1440.1269, uitgebracht op 6 december 2012.

## Functies
- Avatars
- Een grote lijst van emoticons
- Simpel en handig kleurenschema
- Automatisch op afwezig na inactiviteit
- Meerdere accounts gelijktijdig
- Contacten blokkeren
- Weer- en verkeersfunctie
- Vertaalfunctie
- RSS- en Atom-feeds